# Medioppia subpectinata
Medioppia subpectinata är en spindeldjursart som först beskrevs av Oudemans 1900.  Medioppia subpectinata ingår i släktet Medioppia, och familjen Oppiidae. Arten är reproducerande i Sverige.